# Elecciones municipales de 2019 en Gran Canaria
El 26 de mayo de 2019 se celebraron elecciones municipales en los 21 municipios de la isla de Gran Canaria. Ese día también se celebraron elecciones al Cabildo de Gran Canaria, al Parlamento de Canarias y al Parlamento Europeo.

## Resumen de alcaldías
| Municipio                            | Con | 2019                                               | 2020                                               | 2021                                               | 2022                                       | 2023                                       |
| ------------------------------------ | --- | -------------------------------------------------- | -------------------------------------------------- | -------------------------------------------------- | ------------------------------------------ | ------------------------------------------ |
| Las Palmas de GC                     | 29  | Augusto Hidalgo (PSOE-UP-NCa)                      | Augusto Hidalgo (PSOE-UP-NCa)                      | Augusto Hidalgo (PSOE-UP-NCa)                      | Augusto Hidalgo (PSOE-UP-NCa)              | Augusto Hidalgo (PSOE-UP-NCa)              |
| Telde                                | 27  | Héctor Suárez (CC-NCa-MxT)                         | Héctor Suárez (CC-NCa-MxT)                         | Héctor Suárez (CC-NCa-MxT)                         | Carmen Hernández (NCa-CC-MxT)              | Carmen Hernández (NCa-CC-MxT)              |
| S. Bartolomé de Tirajana             | 25  | Concepción Narváez (PSOE-NCa-CC-Cs)                | Concepción Narváez (PSOE-NCa-CC-Cs)                | Concepción Narváez (PSOE-NCa-CC-Cs)                | Concepción Narváez (PSOE-NCa-CC-Cs)        | Concepción Narváez (PSOE-NCa-CC-Cs)        |
| Santa Lucía de Tirajana              | 25  | Santiago Rodríguez (LF/CC-AVSLT-PP) (LF/CC-NCa-PP) | Santiago Rodríguez (LF/CC-AVSLT-PP) (LF/CC-NCa-PP) | Santiago Rodríguez (LF/CC-AVSLT-PP) (LF/CC-NCa-PP) | Francisco García (NCa-CC-PP)               | Francisco García (NCa-CC-PP)               |
| Agüimes                              | 21  | Óscar Hernández (RA/NCa)                           | Óscar Hernández (RA/NCa)                           | Óscar Hernández (RA/NCa)                           | Óscar Hernández (RA/NCa)                   | Óscar Hernández (RA/NCa)                   |
| Arucas                               | 21  | Juan Jesús Facundo (PSOE-PP)                       | Juan Jesús Facundo (PSOE-PP)                       | Juan Jesús Facundo (PSOE-PP)                       | Juan Jesús Facundo (PSOE-PP)               | Juan Jesús Facundo (PSOE-PP)               |
| Ingenio                              | 21  | Ana Hernández (PSOE-NCa-Agrupa Sureste-UP)         | Ana Hernández (PSOE-NCa-Agrupa Sureste-UP)         | Ana Hernández (PSOE-NCa-Agrupa Sureste-UP)         | Ana Hernández (PSOE-NCa-Agrupa Sureste-UP) | Ana Hernández (PSOE-NCa-Agrupa Sureste-UP) |
| Gáldar                               | 21  | Teodoro Sosa (BNR/NCa)                             | Teodoro Sosa (BNR/NCa)                             | Teodoro Sosa (BNR/NCa)                             | Teodoro Sosa (BNR/NCa)                     | Teodoro Sosa (BNR/NCa)                     |
| Mogán                                | 17  | Onalia Bueno (CIUCA)                               | Onalia Bueno (CIUCA)                               | Onalia Bueno (CIUCA)                               | Onalia Bueno (CIUCA)                       | Onalia Bueno (CIUCA)                       |
| Santa Brígida                        | 17  | Miguel Jorge (PP-CC/UxGC-PVSB-Cs)                  | Miguel Jorge (PP-CC/UxGC-PVSB-Cs)                  | Miguel Jorge (PP-CC/UxGC-PVSB-Cs)                  | Miguel Jorge (PP-CC/UxGC-PVSB-Cs)          | Miguel Jorge (PP-CC/UxGC-PVSB-Cs)          |
| Santa María de Guía                  | 17  | Pedro Rodríguez (JPG/NCa)                          | Pedro Rodríguez (JPG/NCa)                          | Pedro Rodríguez (JPG/NCa)                          | Pedro Rodríguez (JPG/NCa)                  | Pedro Rodríguez (JPG/NCa)                  |
| Teror                                | 17  | Gonzalo Rosario (PSOE-PP)                          | Gonzalo Rosario (PSOE-PP)                          | Gonzalo Rosario (PSOE-PP)                          | Sergio Nuez (PP-PSOE)                      | Sergio Nuez (PP-PSOE)                      |
| Agaete                               | 13  | Mª del Carmen Rosario (PP)                         | Mª del Carmen Rosario (PP)                         | Mª del Carmen Rosario (PP)                         | Mª del Carmen Rosario (PP)                 | Mª del Carmen Rosario (PP)                 |
| Firgas                               | 13  | Jaime Hernández (Comfir/NCa-PSOE)                  | Jaime Hernández (Comfir/NCa-PSOE)                  | Jaime Hernández (Comfir/NCa-PSOE)                  | Jaime Hernández (Comfir/NCa-PSOE)          | Jaime Hernández (Comfir/NCa-PSOE)          |
| La Aldea de San Nicolás              | 13  | Tomás Pérez (PSOE)                                 | Tomás Pérez (PSOE)                                 | Tomás Pérez (PSOE)                                 | Tomás Pérez (PSOE)                         | Tomás Pérez (PSOE)                         |
| Moya                                 | 13  | Raúl Afonso (PP)                                   | Raúl Afonso (PP)                                   | Raúl Afonso (PP)                                   | Raúl Afonso (PP)                           | Raúl Afonso (PP)                           |
| Valleseco                            | 13  | Damaso Arencibia (PP)                              | Damaso Arencibia (PP)                              | Damaso Arencibia (PP)                              | Damaso Arencibia (PP)                      | Damaso Arencibia (PP)                      |
| Valsequillo                          | 13  | Francisco Atta (ASBA/NCa)                          | Francisco Atta (ASBA/NCa)                          | Francisco Atta (ASBA/NCa)                          | Francisco Atta (ASBA/NCa)                  | Francisco Atta (ASBA/NCa)                  |
| Vega de San Mateo                    | 13  | Antonio Ortega (AVESAN)                            | Antonio Ortega (AVESAN)                            | Antonio Ortega (AVESAN)                            | Antonio Ortega (AVESAN)                    | Antonio Ortega (AVESAN)                    |
| Artenara                             | 9   | Jesús Díaz Luján (PP-NCa)                          | Jesús Díaz Luján (PP-NCa)                          | Jesús Díaz Luján (PP-NCa)                          | Jesús Díaz Luján (PP-NCa)                  | Jesús Díaz Luján (PP-NCa)                  |
| Tejeda                               | 9   | Francisco Perera (AET/NCa)*                        | Francisco Perera (AET/NCa)*                        | Francisco Perera (AET/NCa)*                        | Francisco Perera (AET/NCa)*                | Francisco Perera (AET/NCa)*                |
| (*): AET y NCa se coaligaron en 2022 |     |                                                    |                                                    |                                                    |                                            |                                            |

## Resultados por municipio

### Agaete
| Agaete 13 concejales | Candidatura | Candidatura                                   | Votos | %                              | Con.                           |
| -------------------- | ----------- | --------------------------------------------- | ----- | ------------------------------ | ------------------------------ |
| Agaete 13 concejales |             | Partido Popular (PP)                          | 1915  | 51,42%                         | 8                              |
| Agaete 13 concejales |             | Partido Socialista Obrero Español (PSOE)      | 1199  | 32,20%                         | 5                              |
| Agaete 13 concejales |             | A. Ciudadana por Agaete-N. Canarias (ALPA-NC) | 238   | 6,39%                          | -                              |
| Agaete 13 concejales |             | Agrupados por Tamadaba (AxT)                  | 183   | 4,91%                          | -                              |
| Agaete 13 concejales |             | C. Canaria-Unidos por Gran Canaria (CC-UxGC)  | 95    | 2,55%                          | -                              |
| Agaete 13 concejales |             | Ciudadanos (Cs)                               | 46    | 1,24%                          | -                              |
| Agaete 13 concejales |             | Agaete Resuelve (AGR)                         | 28    | 0,75%                          | -                              |
| Agaete 13 concejales | En Blanco   | En Blanco                                     | 20    | 0,54%                          |                                |
| Agaete 13 concejales | Votos Nulos | Votos Nulos                                   | 40    | Participación:\| \| 81,38 % \| | Participación:\| \| 81,38 % \| |
| Agaete 13 concejales | Votantes    | Votantes                                      | 3764  | Participación:\| \| 81,38 % \| | Participación:\| \| 81,38 % \| |
|                      | 81,38 %     |                                               |       |                                |                                |

Véase: Anexo:Elecciones en Agaete

### Agüimes
| Agüimes 21 concejales | Candidatura | Candidatura                                  | Votos | %                              | Con.                           |
| --------------------- | ----------- | -------------------------------------------- | ----- | ------------------------------ | ------------------------------ |
| Agüimes 21 concejales |             | Roque Aguayro (RA)                           | 8799  | 61,67%                         | 16                             |
| Agüimes 21 concejales |             | Partido Socialista Obrero Español (PSOE)     | 1744  | 12,22%                         | 3                              |
| Agüimes 21 concejales |             | Ciudadanos (Cs)                              | 1073  | 7,52%                          | 1                              |
| Agüimes 21 concejales |             | C. Canaria-Unidos por Gran Canaria (CC-UxGC) | 1035  | 7,25%                          | 1                              |
| Agüimes 21 concejales |             | Partido Popular (PP)                         | 707   | 4,95%                          | -                              |
| Agüimes 21 concejales |             | Podemos                                      | 672   | 4,71%                          | -                              |
| Agüimes 21 concejales |             | Ahora Canarias (AC)                          | 120   | 0,84%                          | -                              |
| Agüimes 21 concejales | En Blanco   | En Blanco                                    | 119   | 0,83%                          |                                |
| Agüimes 21 concejales | Votos Nulos | Votos Nulos                                  | 147   | Participación:\| \| 58,62 % \| | Participación:\| \| 58,62 % \| |
| Agüimes 21 concejales | Votantes    | Votantes                                     | 14416 | Participación:\| \| 58,62 % \| | Participación:\| \| 58,62 % \| |
|                       | 58,62 %     |                                              |       |                                |                                |

### La Aldea de San Nicolás
| La Aldea de San Nicolás 13 concejales | Candidatura | Candidatura                                  | Votos | %                              | Con.                           |
| ------------------------------------- | ----------- | -------------------------------------------- | ----- | ------------------------------ | ------------------------------ |
| La Aldea de San Nicolás 13 concejales |             | Partido Socialista Obrero Español (PSOE)     | 2195  | 49,35%                         | 7                              |
| La Aldea de San Nicolás 13 concejales |             | Nueva Canarias-Frente Amplio (NC-FA)         | 1371  | 30,82%                         | 4                              |
| La Aldea de San Nicolás 13 concejales |             | C. Canaria-Unidos por Gran Canaria (CC-UxGC) | 357   | 8,03%                          | 1                              |
| La Aldea de San Nicolás 13 concejales |             | Partido Popular (PP)                         | 278   | 6,25%                          | 1                              |
| La Aldea de San Nicolás 13 concejales |             | Ciudadanos (Cs)                              | 217   | 4,88%                          | -                              |
| La Aldea de San Nicolás 13 concejales | En Blanco   | En Blanco                                    | 30    | 0,67%                          |                                |
| La Aldea de San Nicolás 13 concejales | Votos Nulos | Votos Nulos                                  | 38    | Participación:\| \| 74,87 % \| | Participación:\| \| 74,87 % \| |
| La Aldea de San Nicolás 13 concejales | Votantes    | Votantes                                     | 4486  | Participación:\| \| 74,87 % \| | Participación:\| \| 74,87 % \| |
| La Aldea de San Nicolás 13 concejales | 74,87 %     |                                              |       |                                |                                |

### Artenara
| Artenara 9 concejales | Candidatura | Candidatura                                  | Votos | %                              | Con.                           |
| --------------------- | ----------- | -------------------------------------------- | ----- | ------------------------------ | ------------------------------ |
| Artenara 9 concejales |             | Partido Popular (PP)                         | 351   | 40,58%                         | 4                              |
| Artenara 9 concejales |             | Partido Socialista Obrero Español (PSOE)     | 258   | 29,83%                         | 3                              |
| Artenara 9 concejales |             | Nueva Canarias-Frente Amplio (NC-FA)         | 159   | 18,38%                         | 2                              |
| Artenara 9 concejales |             | Ciudadanos (Cs)                              | 74    | 8,55%                          | -                              |
| Artenara 9 concejales |             | C. Canaria-Unidos por Gran Canaria (CC-UxGC) | 17    | 1,97%                          | -                              |
| Artenara 9 concejales | En Blanco   | En Blanco                                    | 6     | 0,69%                          |                                |
| Artenara 9 concejales | Votos Nulos | Votos Nulos                                  | 10    | Participación:\| \| 86,38 % \| | Participación:\| \| 86,38 % \| |
| Artenara 9 concejales | Votantes    | Votantes                                     | 875   | Participación:\| \| 86,38 % \| | Participación:\| \| 86,38 % \| |
| Artenara 9 concejales | 86,38 %     |                                              |       |                                |                                |

### Arucas
| Arucas 21 concejales | Candidatura | Candidatura                                  | Votos | %                              | Con.                           |
| -------------------- | ----------- | -------------------------------------------- | ----- | ------------------------------ | ------------------------------ |
| Arucas 21 concejales |             | Partido Socialista Obrero Español (PSOE)     | 6785  | 36,08%                         | 9                              |
| Arucas 21 concejales |             | Nueva Canarias-Frente Amplio (NC-FA)         | 2658  | 14,14%                         | 3                              |
| Arucas 21 concejales |             | Partido Popular (PP)                         | 2650  | 14,09%                         | 3                              |
| Arucas 21 concejales |             | Podemos                                      | 2150  | 11,43%                         | 2                              |
| Arucas 21 concejales |             | C. Canaria-Unidos por Gran Canaria (CC-UxGC) | 2090  | 11,11%                         | 2                              |
| Arucas 21 concejales |             | Ciudadanos (Cs)                              | 1707  | 9,08%                          | 2                              |
| Arucas 21 concejales |             | Izquierda Unida Canaria-Los Verdes           | 406   | 2,16%                          | -                              |
| Arucas 21 concejales |             | Tercera edad en acción (3e en acción)        | 80    | 0,43%                          | -                              |
| Arucas 21 concejales | En Blanco   | En Blanco                                    | 278   | 1,48%                          |                                |
| Arucas 21 concejales | Votos Nulos | Votos Nulos                                  | 256   | Participación:\| \| 59,36 % \| | Participación:\| \| 59,36 % \| |
| Arucas 21 concejales | Votantes    | Votantes                                     | 19060 | Participación:\| \| 59,36 % \| | Participación:\| \| 59,36 % \| |
|                      | 59,36 %     |                                              |       |                                |                                |

### Firgas
| Firgas 13 concejales | Candidatura | Candidatura                                   | Votos | %                              | Con.                           |
| -------------------- | ----------- | --------------------------------------------- | ----- | ------------------------------ | ------------------------------ |
| Firgas 13 concejales |             | Compromiso con Firgas-N. Canarias (NC-COMFIR) | 1233  | 28,60%                         | 5                              |
| Firgas 13 concejales |             | Partido Popular (PP)                          | 720   | 16,70%                         | 2                              |
| Firgas 13 concejales |             | Partido Socialista Obrero Español (PSOE)      | 558   | 12,94%                         | 2                              |
| Firgas 13 concejales |             | Agrupación Firgas Democrática (AFD)           | 508   | 11,78%                         | 2                              |
| Firgas 13 concejales |             | Iniciativa Ciudadana de Firgas (I.C.Fir.)     | 437   | 10,14%                         | 1                              |
| Firgas 13 concejales |             | C. Canaria-Unidos por Gran Canaria (CC-UxGC)  | 399   | 9,26%                          | 1                              |
| Firgas 13 concejales |             | Podemos                                       | 205   | 4,76%                          | -                              |
| Firgas 13 concejales |             | Ciudadanos (Cs)                               | 189   | 4,38%                          | -                              |
| Firgas 13 concejales | En Blanco   | En Blanco                                     | 62    | 1,44%                          |                                |
| Firgas 13 concejales | Votos Nulos | Votos Nulos                                   | 59    | Participación:\| \| 70,10 % \| | Participación:\| \| 70,10 % \| |
| Firgas 13 concejales | Votantes    | Votantes                                      | 4370  | Participación:\| \| 70,10 % \| | Participación:\| \| 70,10 % \| |
|                      | 70,10 %     |                                               |       |                                |                                |

### Gáldar
| Gáldar 21 concejales | Candidatura | Candidatura                                    | Votos  | %                              | Con.                           |
| -------------------- | ----------- | ---------------------------------------------- | ------ | ------------------------------ | ------------------------------ |
| Gáldar 21 concejales |             | Bloque Nacionalista Rural-N. Canarias (BNR-NC) | 10292  | 69,62%                         | 17                             |
| Gáldar 21 concejales |             | Partido Socialista Obrero Español (PSOE)       | 1834   | 12,41%                         | 3                              |
| Gáldar 21 concejales |             | C. Canaria-Unidos por Gran Canaria (CC-UxGC)   | 975    | 6,59%                          | 1                              |
| Gáldar 21 concejales |             | Gáldar Contigo (GC)                            | 693    | 4,69%                          | -                              |
| Gáldar 21 concejales |             | Partido Popular (PP)                           | 474    | 3,21%                          | -                              |
| Gáldar 21 concejales |             | Podemos                                        | 328    | 2,22%                          | -                              |
| Gáldar 21 concejales |             | Ciudadanos (Cs)                                | 107    | 0,72%                          | -                              |
| Gáldar 21 concejales | En Blanco   | En Blanco                                      | 81     | 0,55%                          |                                |
| Gáldar 21 concejales | Votos Nulos | Votos Nulos                                    | 116    | Participación:\| \| 73,89 % \| | Participación:\| \| 73,89 % \| |
| Gáldar 21 concejales | Votantes    | Votantes                                       | 14.900 | Participación:\| \| 73,89 % \| | Participación:\| \| 73,89 % \| |
|                      | 73,89 %     |                                                |        |                                |                                |

### Ingenio
| Ingenio 21 concejales | Candidatura | Candidatura                                  | Votos  | %                              | Con.                           |
| --------------------- | ----------- | -------------------------------------------- | ------ | ------------------------------ | ------------------------------ |
| Ingenio 21 concejales |             | Partido Socialista Obrero Español (PSOE)     | 3938   | 28,55%                         | 7                              |
| Ingenio 21 concejales |             | Forum Drago (FD)                             | 2399   | 17,39%                         | 4                              |
| Ingenio 21 concejales |             | Partido Popular (PP)                         | 2176   | 15,77%                         | 4                              |
| Ingenio 21 concejales |             | Agrupa Sureste (AGS)                         | 1833   | 13,29%                         | 3                              |
| Ingenio 21 concejales |             | Nueva Canarias-Frente Amplio (NC-FA)         | 1067   | 7,74%                          | 1                              |
| Ingenio 21 concejales |             | Podemos-Izquierda Unida (Podemos-IU)         | 906    | 6,57%                          | 1                              |
| Ingenio 21 concejales |             | C. Canaria-Unidos por Gran Canaria (CC-UxGC) | 794    | 5,76%                          | 1                              |
| Ingenio 21 concejales |             | Ciudadanos (Cs)                              | 503    | 3,65%                          | -                              |
| Ingenio 21 concejales | En Blanco   | En Blanco                                    | 178    | 1,29%                          |                                |
| Ingenio 21 concejales | Votos Nulos | Votos Nulos                                  | 147    | Participación:\| \| 56,19 % \| | Participación:\| \| 56,19 % \| |
| Ingenio 21 concejales | Votantes    | Votantes                                     | 13.941 | Participación:\| \| 56,19 % \| | Participación:\| \| 56,19 % \| |
|                       | 56,19 %     |                                              |        |                                |                                |

### Mogán
| Mogán 17 concejales | Candidatura | Candidatura                              | Votos | %                              | Con.                           |
| ------------------- | ----------- | ---------------------------------------- | ----- | ------------------------------ | ------------------------------ |
| Mogán 17 concejales |             | Ciudadanos para el Cambio (CIUCA)        | 4334  | 54,89%                         | 10                             |
| Mogán 17 concejales |             | Partido Popular (PP)                     | 2317  | 29,34%                         | 5                              |
| Mogán 17 concejales |             | Partido Socialista Obrero Español (PSOE) | 629   | 7,97%                          | 1                              |
| Mogán 17 concejales |             | Nueva Canarias-Frente Amplio (NC-FA)     | 401   | 5,08%                          | 1                              |
| Mogán 17 concejales |             | Ciudadanos (Cs)                          | 168   | 2,13%                          | -                              |
| Mogán 17 concejales | En Blanco   | En Blanco                                | 47    | 0,60%                          |                                |
| Mogán 17 concejales | Votos Nulos | Votos Nulos                              | 57    | Participación:\| \| 69,53 % \| | Participación:\| \| 69,53 % \| |
| Mogán 17 concejales | Votantes    | Votantes                                 | 7953  | Participación:\| \| 69,53 % \| | Participación:\| \| 69,53 % \| |
| Mogán 17 concejales | 69,53 %     |                                          |       |                                |                                |

### Moya
| Moya 13 concejales | Candidatura | Candidatura                                  | Votos | %                              | Con.                           |
| ------------------ | ----------- | -------------------------------------------- | ----- | ------------------------------ | ------------------------------ |
| Moya 13 concejales |             | Partido Popular (PP)                         | 3143  | 65,77%                         | 10                             |
| Moya 13 concejales |             | Partido Socialista Obrero Español (PSOE)     | 989   | 20,69%                         | 3                              |
| Moya 13 concejales |             | C. Canaria-Unidos por Gran Canaria (CC-UxGC) | 255   | 5,34%                          | -                              |
| Moya 13 concejales |             | Ciudadanos (Cs)                              | 192   | 4,02%                          | -                              |
| Moya 13 concejales |             | Nueva Canarias-Frente Amplio (NC-FA)         | 165   | 3,45%                          | -                              |
| Moya 13 concejales | En Blanco   | En Blanco                                    | 35    | 0,69%                          |                                |
| Moya 13 concejales | Votos Nulos | Votos Nulos                                  | 52    | Participación:\| \| 73,21 % \| | Participación:\| \| 73,21 % \| |
| Moya 13 concejales | Votantes    | Votantes                                     | 4831  | Participación:\| \| 73,21 % \| | Participación:\| \| 73,21 % \| |
| Moya 13 concejales | 73,21 %     |                                              |       |                                |                                |

### Las Palmas de Gran Canaria
| Las Palmas de Gran Canaria 29 concejales | Candidatura | Candidatura                                  | Votos  | %                              | Con.                           |
| ---------------------------------------- | ----------- | -------------------------------------------- | ------ | ------------------------------ | ------------------------------ |
| Las Palmas de Gran Canaria 29 concejales |             | Partido Socialista Obrero Español (PSOE)     | 48558  | 31,70%                         | 11                             |
| Las Palmas de Gran Canaria 29 concejales |             | Partido Popular (PP)                         | 34004  | 22,20%                         | 7                              |
| Las Palmas de Gran Canaria 29 concejales |             | Podemos-Izquierda Unida-Equo                 | 15915  | 10,39%                         | 3                              |
| Las Palmas de Gran Canaria 29 concejales |             | Ciudadanos (Cs)                              | 14558  | 9,50%                          | 3                              |
| Las Palmas de Gran Canaria 29 concejales |             | Nueva Canarias-Frente Amplio (NC-FA)         | 14554  | 9,50%                          | 3                              |
| Las Palmas de Gran Canaria 29 concejales |             | C. Canaria-Unidos por Gran Canaria (CC-UxGC) | 12833  | 8,38%                          | 2                              |
| Las Palmas de Gran Canaria 29 concejales |             | Vox                                          | 4828   | 3,15%                          | -                              |
| Las Palmas de Gran Canaria 29 concejales |             | P. Animalista Con el Medio Ambiente (PACMA)  | 2029   | 1,32%                          | -                              |
| Las Palmas de Gran Canaria 29 concejales |             | Los Verdes-Grupo Verde (LV-GV)               | 1457   | 0,95%                          | -                              |
| Las Palmas de Gran Canaria 29 concejales |             | Ciudadanos para el Cambio (CIUCA)            | 685    | 0,45%                          | -                              |
| Las Palmas de Gran Canaria 29 concejales |             | Partido Comunista del Pueblo Canario (PCPC)  | 553    | 0,36%                          | -                              |
| Las Palmas de Gran Canaria 29 concejales |             | Ahora Canarias-ANC-Unidad del Pueblo         | 541    | 0,35%                          | -                              |
| Las Palmas de Gran Canaria 29 concejales |             | Por un Mundo Más Justo (PUM+J)               | 474    | 0,31%                          | -                              |
| Las Palmas de Gran Canaria 29 concejales |             | Tercera edad en acción (3e en acción)        | 232    | 0,15%                          | -                              |
| Las Palmas de Gran Canaria 29 concejales |             | Vótate                                       | 193    | 0,13%                          | -                              |
| Las Palmas de Gran Canaria 29 concejales |             | Partido Humanista (PH)                       | 165    | 0,11%                          | -                              |
| Las Palmas de Gran Canaria 29 concejales | En Blanco   | En Blanco                                    | 1602   | 1,48%                          |                                |
| Las Palmas de Gran Canaria 29 concejales | Votos Nulos | Votos Nulos                                  | 1199   | Participación:\| \| 50,83 % \| | Participación:\| \| 50,83 % \| |
| Las Palmas de Gran Canaria 29 concejales | Votantes    | Votantes                                     | 154380 | Participación:\| \| 50,83 % \| | Participación:\| \| 50,83 % \| |
|                                          | 50,83 %     |                                              |        |                                |                                |

Véase Elecciones municipales de 2019 en Las Palmas de Gran Canaria

### San Bartolomé de Tirajana
| San Bartolomé de Tirajana 25 concejales | Candidatura | Candidatura                                  | Votos | %                              | Con.                           |
| --------------------------------------- | ----------- | -------------------------------------------- | ----- | ------------------------------ | ------------------------------ |
| San Bartolomé de Tirajana 25 concejales |             | P. Popular-A. Vecinos San Bartolomé (PP-AV)  | 5024  | 26,84%                         | 8                              |
| San Bartolomé de Tirajana 25 concejales |             | Partido Socialista Obrero Español (PSOE)     | 4581  | 24,47%                         | 7                              |
| San Bartolomé de Tirajana 25 concejales |             | Nueva Canarias-Frente Amplio (NC-FA)         | 3067  | 16,38%                         | 5                              |
| San Bartolomé de Tirajana 25 concejales |             | C. Canaria-P. Nacionalista Canario (CCa-PNC) | 2317  | 12,38%                         | 4                              |
| San Bartolomé de Tirajana 25 concejales |             | Ciudadanos (Cs)                              | 1059  | 5,66%                          | 1                              |
| San Bartolomé de Tirajana 25 concejales |             | Unidos por Gran Canaria (UxGC)               | 882   | 4,71%                          | -                              |
| San Bartolomé de Tirajana 25 concejales |             | Podemos                                      | 735   | 3,93%                          | -                              |
| San Bartolomé de Tirajana 25 concejales |             | Vox                                          | 379   | 2,02%                          | -                              |
| San Bartolomé de Tirajana 25 concejales |             | Todo por San Bartolomé (SBTME)               | 289   | 1,54%                          | -                              |
| San Bartolomé de Tirajana 25 concejales |             | Los Verdes-Grupo Verde (LV-GV)               | 119   | 0,64%                          | -                              |
| San Bartolomé de Tirajana 25 concejales |             | Izquierda Unida Canaria (IUC)                | 91    | 0,49%                          | -                              |
| San Bartolomé de Tirajana 25 concejales |             | Ahora Canarias-ANC-Unidad del Pueblo         | 38    | 0,20%                          | -                              |
| San Bartolomé de Tirajana 25 concejales | En Blanco   | En Blanco                                    | 139   | 0,74%                          |                                |
| San Bartolomé de Tirajana 25 concejales | Votos Nulos | Votos Nulos                                  | 208   | Participación:\| \| 56,12 % \| | Participación:\| \| 56,12 % \| |
| San Bartolomé de Tirajana 25 concejales | Votantes    | Votantes                                     | 18928 | Participación:\| \| 56,12 % \| | Participación:\| \| 56,12 % \| |
|                                         | 56,12 %     |                                              |       |                                |                                |

### Santa Brígida
| Santa Brígida 17 concejales | Candidatura | Candidatura                                  | Votos | %                              | Con.                           |
| --------------------------- | ----------- | -------------------------------------------- | ----- | ------------------------------ | ------------------------------ |
| Santa Brígida 17 concejales |             | Ando Sataute                                 | 2533  | 27,51%                         | 6                              |
| Santa Brígida 17 concejales |             | Partido Popular (PP)                         | 2195  | 23,84%                         | 5                              |
| Santa Brígida 17 concejales |             | C. Canaria-Unidos por Gran Canaria (CC-UxGC) | 1192  | 12,95%                         | 2                              |
| Santa Brígida 17 concejales |             | Partido Socialista Obrero Español (PSOE)     | 915   | 9,94%                          | 2                              |
| Santa Brígida 17 concejales |             | Plataforma Vecinal por Santa Brígida (PVSB)  | 526   | 5,71%                          | 1                              |
| Santa Brígida 17 concejales |             | Ciudadanos (Cs)                              | 521   | 5,66%                          | 1                              |
| Santa Brígida 17 concejales |             | Colectivo Vecinal de Santa Brígida (COVESAN) | 409   | 4,44%                          | -                              |
| Santa Brígida 17 concejales |             | Podemos-Equo                                 | 338   | 3,67%                          | -                              |
| Santa Brígida 17 concejales |             | Nueva Canarias-Frente Amplio (NC-FA)         | 333   | 3,62%                          | -                              |
| Santa Brígida 17 concejales |             | Los Verdes-Grupo Verde (LV-GV)               | 79    | 0,86%                          | -                              |
| Santa Brígida 17 concejales |             | Izquierda Unida Canaria (IUC)                | 48    | 0,52%                          | -                              |
| Santa Brígida 17 concejales | En Blanco   | En Blanco                                    | 117   | 1,27%                          |                                |
| Santa Brígida 17 concejales | Votos Nulos | Votos Nulos                                  | 92    | Participación:\| \| 61,32 % \| | Participación:\| \| 61,32 % \| |
| Santa Brígida 17 concejales | Votantes    | Votantes                                     | 9298  | Participación:\| \| 61,32 % \| | Participación:\| \| 61,32 % \| |
|                             | 61,32 %     |                                              |       |                                |                                |

### Santa Lucía de Tirajana
| Santa Lucía de Tirajana 25 concejales | Candidatura | Candidatura                                 | Votos | %                              | Con.                           |
| ------------------------------------- | ----------- | ------------------------------------------- | ----- | ------------------------------ | ------------------------------ |
| Santa Lucía de Tirajana 25 concejales |             | Nueva Canarias-Frente Amplio (NC-FA)        | 6388  | 23,78%                         | 7                              |
| Santa Lucía de Tirajana 25 concejales |             | La Fortaleza                                | 4842  | 18,03%                         | 5                              |
| Santa Lucía de Tirajana 25 concejales |             | Partido Socialista Obrero Español (PSOE)    | 4572  | 17,02%                         | 5                              |
| Santa Lucía de Tirajana 25 concejales |             | A. Vecinos Santa Lucía de Tirajana (AV-SLT) | 4355  | 16,21%                         | 5                              |
| Santa Lucía de Tirajana 25 concejales |             | Partido Popular (PP)                        | 1650  | 6,14%                          | 2                              |
| Santa Lucía de Tirajana 25 concejales |             | Podemos                                     | 1483  | 5,52%                          | 1                              |
| Santa Lucía de Tirajana 25 concejales |             | Ciudadanos (Cs)                             | 883   | 3,29%                          | -                              |
| Santa Lucía de Tirajana 25 concejales |             | Unidos por Gran Canaria (UxGC)              | 632   | 2,35%                          | -                              |
| Santa Lucía de Tirajana 25 concejales |             | Ahora Canarias-ANC-Unidad del Pueblo        | 574   | 2,14%                          | -                              |
| Santa Lucía de Tirajana 25 concejales |             | Vox                                         | 536   | 2,00%                          | -                              |
| Santa Lucía de Tirajana 25 concejales |             | Ansite                                      | 525   | 1,95%                          | -                              |
| Santa Lucía de Tirajana 25 concejales |             | Los Verdes-Grupo Verde (LV-GV)              | 182   | 0,68%                          | -                              |
| Santa Lucía de Tirajana 25 concejales |             | Izquierda Unida Canaria (IUC)               | 106   | 0,39%                          |                                |
| Santa Lucía de Tirajana 25 concejales | En Blanco   | En Blanco                                   | 130   | 0,48%                          |                                |
| Santa Lucía de Tirajana 25 concejales | Votos Nulos | Votos Nulos                                 | 135   | Participación:\| \| 51,99 % \| | Participación:\| \| 51,99 % \| |
| Santa Lucía de Tirajana 25 concejales | Votantes    | Votantes                                    | 26993 | Participación:\| \| 51,99 % \| | Participación:\| \| 51,99 % \| |
|                                       | 51,99 %     |                                             |       |                                |                                |

### Santa María de Guía
| Santa María de Guía 17 concejales | Candidatura | Candidatura                                  | Votos | %                              | Con.                           |
| --------------------------------- | ----------- | -------------------------------------------- | ----- | ------------------------------ | ------------------------------ |
| Santa María de Guía 17 concejales |             | Juntos por Guía-Nueva Canarias (JP GUÍA-NC)  | 4398  | 51,48%                         | 9                              |
| Santa María de Guía 17 concejales |             | C. Canaria-Unidos por Gran Canaria (CC-UxGC) | 2247  | 26,30%                         | 5                              |
| Santa María de Guía 17 concejales |             | Partido Socialista Obrero Español (PSOE)     | 945   | 11,06%                         | 2                              |
| Santa María de Guía 17 concejales |             | Partido Popular (PP)                         | 583   | 6,82%                          | 1                              |
| Santa María de Guía 17 concejales |             | Ciudadanos (Cs)                              | 292   | 3,42%                          | -                              |
| Santa María de Guía 17 concejales | En Blanco   | En Blanco                                    | 78    | 0,91%                          |                                |
| Santa María de Guía 17 concejales | Votos Nulos | Votos Nulos                                  | 84    | Participación:\| \| 73,50 % \| | Participación:\| \| 73,50 % \| |
| Santa María de Guía 17 concejales | Votantes    | Votantes                                     | 8627  | Participación:\| \| 73,50 % \| | Participación:\| \| 73,50 % \| |
| Santa María de Guía 17 concejales | 73,50 %     |                                              |       |                                |                                |

### Tejeda
| Tejeda 9 concejales | Candidatura | Candidatura                                  | Votos | %                              | Con.                           |
| ------------------- | ----------- | -------------------------------------------- | ----- | ------------------------------ | ------------------------------ |
| Tejeda 9 concejales |             | Agrupación de Electores por Tejeda (AET)     | 1057  | 74,75%                         | 7                              |
| Tejeda 9 concejales |             | X el Cambio                                  | 318   | 22,49%                         | 2                              |
| Tejeda 9 concejales |             | Partido Socialista Obrero Español (PSOE)     | 23    | 1,63%                          | -                              |
| Tejeda 9 concejales |             | C. Canaria-Unidos por Gran Canaria (CC-UxGC) | 5     | 0,35%                          | -                              |
| Tejeda 9 concejales | En Blanco   | En Blanco                                    | 11    | 0,53%                          |                                |
| Tejeda 9 concejales | Votos Nulos | Votos Nulos                                  | 9     | Participación:\| \| 80,30 % \| | Participación:\| \| 80,30 % \| |
| Tejeda 9 concejales | Votantes    | Votantes                                     | 1423  | Participación:\| \| 80,30 % \| | Participación:\| \| 80,30 % \| |
| Tejeda 9 concejales | 80,30 %     |                                              |       |                                |                                |

### Telde
| Telde 27 concejales | Candidatura | Candidatura                                  | Votos | %                              | Con.                           |
| ------------------- | ----------- | -------------------------------------------- | ----- | ------------------------------ | ------------------------------ |
| Telde 27 concejales |             | Nueva Canarias-Frente Amplio (NC-FA)         | 10810 | 24,33%                         | 8                              |
| Telde 27 concejales |             | Partido Socialista Obrero Español (PSOE)     | 8976  | 20,20%                         | 6                              |
| Telde 27 concejales |             | C. Canaria-Unidos por Gran Canaria (CC-UxGC) | 5393  | 12,14%                         | 4                              |
| Telde 27 concejales |             | Ciudadanos para el Cambio (CIUCA)            | 4641  | 10,44%                         | 3                              |
| Telde 27 concejales |             | Partido Popular (PP)                         | 3229  | 7,27%                          | 2                              |
| Telde 27 concejales |             | Más por Telde (+XT)                          | 3161  | 7,11%                          | 2                              |
| Telde 27 concejales |             | Unidas Podemos-Izquierda Unida-Equo          | 3008  | 6,77%                          | 2                              |
| Telde 27 concejales |             | Ciudadanos (Cs)                              | 1814  | 4,08%                          | -                              |
| Telde 27 concejales |             | Grupo Centrista Canaria (GCC)                | 1412  | 3,18%                          | -                              |
| Telde 27 concejales |             | Vox                                          | 894   | 2,01%                          | -                              |
| Telde 27 concejales |             | Roque de Gando (RDG)                         | 460   | 1,04%                          | -                              |
| Telde 27 concejales |             | Contigo Somos Democracia (Contigo)           | 132   | 0,30%                          | -                              |
| Telde 27 concejales |             | Tercera edad en acción (3e en acción)        | 119   | 0,27%                          | -                              |
| Telde 27 concejales | En Blanco   | En Blanco                                    | 386   | 0,87%                          |                                |
| Telde 27 concejales | Votos Nulos | Votos Nulos                                  | 475   | Participación:\| \| 54,26 % \| | Participación:\| \| 54,26 % \| |
| Telde 27 concejales | Votantes    | Votantes                                     | 44910 | Participación:\| \| 54,26 % \| | Participación:\| \| 54,26 % \| |
|                     | 54,26 %     |                                              |       |                                |                                |

### Teror
| Teror 17 concejales | Candidatura | Candidatura                                  | Votos | %                              | Con.                           |
| ------------------- | ----------- | -------------------------------------------- | ----- | ------------------------------ | ------------------------------ |
| Teror 17 concejales |             | Nueva Canarias-Frente Amplio (NC-FA)         | 2360  | 32,45%                         | 6                              |
| Teror 17 concejales |             | Partido Socialista Obrero Español (PSOE)     | 1905  | 26,19%                         | 5                              |
| Teror 17 concejales |             | Partido Popular (PP)                         | 1899  | 26,11%                         | 5                              |
| Teror 17 concejales |             | Podemos                                      | 389   | 5,35%                          | 1                              |
| Teror 17 concejales |             | Ciudadanos (Cs)                              | 213   | 2,93%                          | -                              |
| Teror 17 concejales |             | Alternativa por Teror (AXT)                  | 185   | 2,54%                          | -                              |
| Teror 17 concejales |             | C. Canaria-Unidos por Gran Canaria (CC-UxGC) | 122   | 1,68%                          | -                              |
| Teror 17 concejales |             | Teror con Cabeza (TCC)                       | 110   | 1,51%                          | -                              |
| Teror 17 concejales |             | Izquierda Unida Canaria (IUC)                | 42    | 0,58%                          | -                              |
| Teror 17 concejales | En Blanco   | En Blanco                                    | 48    | 0,66%                          |                                |
| Teror 17 concejales | Votos Nulos | Votos Nulos                                  | 85    | Participación:\| \| 69,85 % \| | Participación:\| \| 69,85 % \| |
| Teror 17 concejales | Votantes    | Votantes                                     | 7358  | Participación:\| \| 69,85 % \| | Participación:\| \| 69,85 % \| |
|                     | 69,85 %     |                                              |       |                                |                                |

### Valleseco
| Valleseco 11 concejales | Candidatura | Candidatura                                  | Votos | %                              | Con.                           |
| ----------------------- | ----------- | -------------------------------------------- | ----- | ------------------------------ | ------------------------------ |
| Valleseco 11 concejales |             | Partido Popular (PP)                         | 1761  | 66,28%                         | 8                              |
| Valleseco 11 concejales |             | Partido Socialista Obrero Español (PSOE)     | 746   | 28,08%                         | 3                              |
| Valleseco 11 concejales |             | Nueva Canarias-Frente Amplio (NC-FA)         | 129   | 4,86%                          | -                              |
| Valleseco 11 concejales |             | C. Canaria-Unidos por Gran Canaria (CC-UxGC) | 7     | 0,26%                          | -                              |
| Valleseco 11 concejales | En Blanco   | En Blanco                                    | 14    | 0,53%                          |                                |
| Valleseco 11 concejales | Votos Nulos | Votos Nulos                                  | 25    | Participación:\| \| 79,85 % \| | Participación:\| \| 79,85 % \| |
| Valleseco 11 concejales | Votantes    | Votantes                                     | 2682  | Participación:\| \| 79,85 % \| | Participación:\| \| 79,85 % \| |
| Valleseco 11 concejales | 79,85 %     |                                              |       |                                |                                |

### Valsequillo
| Valsequillo 13 concejales | Candidatura | Candidatura                                  | Votos | %                              | Con.                           |
| ------------------------- | ----------- | -------------------------------------------- | ----- | ------------------------------ | ------------------------------ |
| Valsequillo 13 concejales |             | Asociación de Barrios (ASBA)                 | 2693  | 49,01%                         | 7                              |
| Valsequillo 13 concejales |             | Asamblea Valsequillera (ASAVA)               | 1161  | 21,13%                         | 3                              |
| Valsequillo 13 concejales |             | C. Canaria-Unidos por Gran Canaria (CC-UxGC) | 777   | 14,14%                         | 2                              |
| Valsequillo 13 concejales |             | Partido Popular (PP)                         | 468   | 8,52%                          | 1                              |
| Valsequillo 13 concejales |             | Partido Socialista Obrero Español (PSOE)     | 346   | 6,30%                          | -                              |
| Valsequillo 13 concejales | En Blanco   | En Blanco                                    | 50    | 0,91%                          |                                |
| Valsequillo 13 concejales | Votos Nulos | Votos Nulos                                  | 43    | Participación:\| \| 74,32 % \| | Participación:\| \| 74,32 % \| |
| Valsequillo 13 concejales | Votantes    | Votantes                                     | 5538  | Participación:\| \| 74,32 % \| | Participación:\| \| 74,32 % \| |
| Valsequillo 13 concejales | 74,32 %     |                                              |       |                                |                                |

### Vega de San Mateo
| Vega de San Mateo 13 concejales | Candidatura | Candidatura                                 | Votos | %                              | Con.                           |
| ------------------------------- | ----------- | ------------------------------------------- | ----- | ------------------------------ | ------------------------------ |
| Vega de San Mateo 13 concejales |             | Asociación de Vecinos de San Mateo (AVESAN) | 2507  | 53,48%                         | 8                              |
| Vega de San Mateo 13 concejales |             | Alternativa por San Mateo (AxSM)            | 1353  | 28,86%                         | 4                              |
| Vega de San Mateo 13 concejales |             | Partido Socialista Obrero Español (PSOE)    | 284   | 6,06%                          | 1                              |
| Vega de San Mateo 13 concejales |             | Partido Popular (PP)                        | 254   | 5,42%                          | -                              |
| Vega de San Mateo 13 concejales |             | Ciudadanos (Cs)                             | 135   | 2,88%                          | -                              |
| Vega de San Mateo 13 concejales |             | Agrupación Vecinal Vega de Arriba (AVVA)    | 124   | 2,65%                          | -                              |
| Vega de San Mateo 13 concejales | En Blanco   | En Blanco                                   | 31    | 0,66%                          |                                |
| Vega de San Mateo 13 concejales | Votos Nulos | Votos Nulos                                 | 38    | Participación:\| \| 73,66 % \| | Participación:\| \| 73,66 % \| |
| Vega de San Mateo 13 concejales | Votantes    | Votantes                                    | 4726  | Participación:\| \| 73,66 % \| | Participación:\| \| 73,66 % \| |
| Vega de San Mateo 13 concejales | 73,66 %     |                                             |       |                                |                                |